# Albania tại Thế vận hội Mùa đông 2018
Albania có lịch tham gia Thế vận hội Mùa đông 2018 ở Pyeongchang, Hàn Quốc, từ ngày 9 đến 25 tháng 2 năm 2018. Năm 2017 Ủy ban Olympic quốc gia Albania hy vọng giành được ít nhất ba suất vận động viên (VĐV), điều giúp nước này sẽ có đoàn thi đấu lớn nhất trong lịch sử góp mặt tại Thế vận hội Mùa đông.

## Số VĐV
Bảng sau liệt kê số lượng VĐV tham gia theo môn.
| Môn                | Nam | Nữ | Tổng số |
| ------------------ | --- | -- | ------- |
| Trượt tuyết đổ đèo | 1   | 1  | 2       |
| Tổng số            | 1   | 1  | 2       |

## Trượt tuyết đổ đèo
Albania có hai VĐV trượt tuyết đổ đèo có suất tham dự, 1 nam và 1 nữ.
| VĐV           | Nội dung         | Lượt 1    | Lượt 1  | Lượt 2    | Lượt 2  | Tổng số   | Tổng số |
| VĐV           | Nội dung         | Thời gian | Xếp thứ | Thời gian | Xếp thứ | Thời gian | Xếp thứ |
| ------------- | ---------------- | --------- | ------- | --------- | ------- | --------- | ------- |
| Erjon Tola    | Dích dắc lớn nam | 1:16.86   | 54      | 1:16.77   | 49      | 2:33.63   | 47      |
| Erjon Tola    | Dích dắc nam     | 58.00     | 45      | 59.06     | 35      | 1:57.06   | 36      |
| Suela Mehilli | Dích dắc lớn nữ  | 1:24.67   | 60      | 1:21.90   | 54      | 2:46.57   | 53      |
| Suela Mehilli | Dích dắc nữ      | KHT       | KHT     | KHT       | KHT     | KHT       | KHT     |